# 藤巻光浩
藤巻 光浩（ふじまき みつひろ）は、日本のコミュニケーション学者（現代レトリック理論・批評理論・アメリカ文化研究・博物館研究）。
学位はコミュニケーション学博士（アイオワ大学・2004年）。
文教大学国際学部助教授、静岡県立大学国際関係学部助教授、静岡県立大学国際関係学部准教授などを歴任した。現在は、フェリス女学院大学文学部教授。

## 来歴

### 生い立ち
明治学院大学に進学し、法学部の法律学科にて学んだ。1989年3月に、明治学院大学を卒業した。その後、アメリカ合衆国に渡り、ウェイクフォレスト大学の大学院に進学し、コミュニケーション学研究科にて学んだ。2000年12月、ウェイクフォレスト大学の修士課程を修了した。なお、1995年には、ウェイクフォレスト大学よりコミュニケーション学修士の学位を取得している。

### 研究者として
2001年4月より、文教大学の国際学部にて講師を専任で務めた。2006年4月には文教大学の国際学部にて助教授に昇任し、同年9月まで務めた。また、その間にアイオワ大学の大学院にて、コミュニケーション研究科の修辞学専攻で学んでいた。2004年5月にはアイオワ大学の博士課程を修了し、それにともないコミュニケーション学博士の学位を取得した。
2006年10月に静岡県立大学に転じ、国際関係学部にて助教授に就任した。翌年4月、学校教育法の改正にともない、静岡県立大学の国際関係学部にて准教授に就任した。国際関係学部では、主として国際言語文化学科の講義を担当している。また、静岡県立大学の大学院では、国際関係学研究科の准教授も兼務している。国際関係学研究科では、主として比較文化専攻の講義を担当している。なお、2006年4月から2007年3月にかけて、および、2009年4月から2010年3月にかけては、青山学院大学の文学部にて、講師を非常勤で兼任していた。文学部では、主として英文科の講義を担当した。また、2007年には、文教大学の湘南総合研究所にて客員研究員を兼任した。

## 研究
専門はコミュニケーション学が中心であり、現代修辞学、批評理論、アメリカ文化研究、博物館研究といった分野を研究している。具体的には、近代の博物館について、ポストコロニアル理論の視点から人権を発信する場と位置づけ、その観点での研究、分析を行っている。また、多くの人の記憶に残る場所（ギリシア語でいうところのいわゆる「トポス」）をメディアの一種として位置づけ、その観点からの社会批評を行っている。
研究成果は論文として発表されたり、書籍として纏められたりしている。書籍としては、コミュニケーション学に関する事柄を解説するものや、グローバリゼーションに関するものが多い。2004年に日本コミュニケーション学会奨励賞、2005年に日本コミュニケーション学会賞が授与されている。
学術団体としては、アメリカ学会、日本コミュニケーション学会、日本社会学会、全米コミュニケーション学会などに所属している。

## 略歴
- 1989年 - 明治学院大学法学部卒業。
- 2000年 - ウェイクフォレスト大学大学院コミュニケーション学研究科修士課程修了。
- 2001年 - 文教大学国際学部講師。
- 2004年 - アイオワ大学大学院コミュニケーション研究科博士課程修了。
- 2006年 - 文教大学国際学部助教授。
- 2006年 - 青山学院大学文学部講師。
- 2006年 - 静岡県立大学国際関係学部助教授。
- 2006年 - 静岡県立大学大学院国際関係学研究科助教授。
- 2007年 - 静岡県立大学国際関係学部准教授。
- 2007年 - 静岡県立大学大学院国際関係学研究科准教授。
- 2007年 - 文教大学湘南総合研究所客員研究員。
- 2009年 - 青山学院大学文学部講師。
- 2017年 - フェリス女学院大学文学部教授。

## 賞歴
- 2004年 - 日本コミュニケーション学会奨励賞。
- 2005年 - 日本コミュニケーション学会賞。

## 著作

### 単著
- 藤巻光浩『アメリカに渡ったホロコースト ワシントンD.C.にあるホロコースト博物館から』創成社、2015年。
- 藤巻光浩『国境の北と日本人 ポストコロニアルな旅へ』緑風出版。2019年。

### 共著
- 池田理知子編『現代コミュニケーション学』有斐閣、2006年。ISBN 4641173184
- 奥田孝晴編著、山脇千賀子ほか著『グローバリゼーション・スタディーズ――国際学の視座』3訂版、創成社、2012年。ISBN 9784794470713

### 編著
- 戸田三三冬・藤巻光浩編著『グローバリゼーション・スタディーズ――国際学の視座』入門編、創成社、2005年。ISBN 4794470592
- 奥田孝晴・藤巻光浩・山脇千賀子編著『グローバリゼーション・スタディーズ――国際学の視座』新編、創成社、2008年。ISBN 9784794470669

### 執筆
- 中島平三監修『言語とメディア・政治』朝倉書店、2009年。ISBN 9784254515671
- 鈴木健・岡部朗一編『説得コミュニケーション論を学ぶ人のために』世界思想社、2009年。ISBN 9784790714064